# Samtidsmagasinet Salt
Samtidsmagasinet Salt var en uppmärksammad och kontroversiell svensk tidskrift som utkom med tio nummer under perioden 1999–2002. Tidskriftens ansvarige utgivare var Jonas De Geer, som också var redaktör tillsammans med Per-Olof Bolander och Åsa Ljungquist. Tidskriften betecknade sig i första numret som kulturkonservativ med motiveringen att man "försvarar traditionella svenska och västerländska värderingar". Salt finansierades av Bertel Nathhorst.
Salt kritiserades redan från början för att flirta med rasistiska och odemokratiska stämningar. Tidskriften hade också försvarare som menade att anklagelserna var oriktiga och snarare ett försök att tysta en kulturkonservativ röst i pressen. Salt rörde sig allt längre ut på högerflygeln under utgivningens gång och "radikaliserades med varje nytt nummer", vilket skärpte kritiken och bidrog till tidskriftens marginalisering. Särskilt uppmärksammade blev tidskriftens återkommande utfall mot invandring, "böglobbyn" och en intervju med Förintelseförnekaren David Irving, samt De Geers kopplingar till den katolska sekten SSPX. De Geer skulle senare, efter Salts nedläggning, framträda som öppen antisemit och anhängare till nazistiska Svenskarnas parti.
Nästan alla de kända skribenter som medverkat vid starten avbröt snart samarbetet, ovilliga att förknippas med den linje som företräddes av De Geer och hans medredaktörer. DN-journalisten Per Landin lämnade exempelvis Salt redan 1999 och kom sedermera att beklaga att tidskriften kommit att likna "ett kamporgan för överåriga högerrebeller och missnöjesröster", samt att det visat sig alltför svårt att upprätthålla en "klar gräns mot all form av rasism och nazism". En företrädare för Kulturtidskriftskatalogen ville inte ha med Salt då hon ansåg att tidskriften inte kunde "hålla rasismen stången". Redan ett år efter grundandet betecknades Salt som "högerextrem" av Dagens Nyheter. Tidskriften drogs då med stora ekonomiska problem och förde därefter en tynande tillvaro.
Bland de personer som medverkade i minst ett nummer av Salt märks Svante Nordin, Roger Scruton, Anders Björnsson, Tage Lindbom, Johan Tralau, Knut Carlqvist, Mats Gellerfelt, Tommy Hansson, Ingrid Björkman och Jan Milld.